# Yuan Shao
Yuan Shao (Benchu) (154-202) was een Chinees krijgsheer tijdens de laatste periode van de Han-dynastie.

## Verdediger van Han
Yuan Shao kwam uit een rijke familie, die de Han al eeuwen trouw diende. Toen in 184 de Revolutie van de Gele Tulbanden uitbrak, namen hij en zijn familie met hun leger de wapens op en hielpen de opstand te onderdrukken. Later doodde hij met andere krijgsheren de eunuchen, die de macht in het keizerlijk paleis hadden overgenomen.

## Leider van krijgsheren
In 190 greep de generaal Dong Zhuo de macht in de hoofdstad Luoyang. Daarop zond krijgsheer Cao Cao een oproep tot bewapening uit door China, waarop vele nobelen en krijgsheren reageerden. Zij vormden een coalitie en kozen Yuan Shao als hun aanvoerder vanwege zijn goede afkomst. In 191 wist dit verbond Dong Zhuo te verdrijven naar Chang'an, maar die ontvoerde keizer Xian. Een achtervolging van Cao Cao mislukte. Yuan Shao zag geen uitweg en besloot de coalitie te ontbinden, waarna de krijgsheren huiswaarts keerden.

## Op weg naar een eigen rijk
Yuan Shao besloot te proberen zelf het rijk te veroveren, en begon in de provincie Huabei. Via een list met Gongsun Zan wist hij een gebied tussen hun provincies in te pikken, maar kreeg daarbij ruzie met Gongsun Zan over de verdeling van het gebied. Dit leidde tot een oorlog die Gongsun Zan won. Later echter versloeg Yuan Shao hem in de Slag bij Changshan.

## Oorlog tegen Cao Cao en ondergang
Aan het einde van de 2e eeuw kwam hij in conflict met Cao Cao (die een jeugdvriend was hem was). In een oorlog van 200 tot 202 werd hij uiteindelijk door Cao Cao verslagen in de Slag bij Guandu. Hij overleed na te zijn teruggetrokken richting noorden. Na zijn dood brak er een opvolgingsstrijd los tussen zijn zoons Yuan Shang en Yuan Tan, die Cao Cao tegen elkaar uitspeelde en uiteindelijk versloeg. Yuan Shao's beginnende rijk werd verslagen en kwam bij dat van Cao Cao, die nu over heel noordelijk China heerste.